# Izravna akcija
Izravna akcija je naziv za politički motivirano djelovanje pojedinaca, skupina ili, rjeđe, vlasti koje svoje ciljeve nastoji ostvariti izvan institucionalnih kanala ili metoda.

## Aktivnosti
Izravna akcija uključuje razne nasilne i nenasilne aktivnosti koje za metu imaju pojedince, organizacije ili objekte koje smetaju sudionicima izravne akcije. Nenasilne metode direktne akcije uključuju štrajkove, okupacije radnih mjesta, prosvjedne blokade i ispisivanje grafita. Nasilne metode izravne akcije uključuju sabotaže, vandalizam, fizičke napade i ubojstvo. S druge strane, stvaranje grassroots-organizacija, sudjelovanje na izborima, diplomacija, pregovori i arbitraža ne predstavljaju izravnu akciju. Mnogi od oblika izravne akcije predstavljaju građanski neposluh, a neke - iako ne sve - predstavljaju kaznena djela.
Koncept izravne akcije zadobio je popularnost u 20. stoljeću zahvaljujući retorici Martina Luthera Kinga i Mohandasa Gandhija koji su nenasilnu revolucionarnu izravnu akciju smatrali najboljom metodom postizanja pozitivnih društvenih promjena.
Sudionici izravne akcije najčešće nastoje:
- spriječiti pojedince, organizacije ili vlast da vrše aktivnosti koje im smetaju;
- riješe određene društvene probleme koje tradicijske institucije (korporacije, crkve, političke stranke ili sindikati) ne žele ili ne mogu riješiti.

Izravnu akciju najčešće provode pojedinci i pokreti koji nastoje provesti radikalnu društvenu promjenu. Zbog toga se smatra jednim od ključnih načela autonomističkog pokreta, a promiču ga brojni marksistički i anarhistički teoretičari te sindikalistički, anarhokomunistički, insurekcionistički, zeleni anarhistički, marksistički humanistički, anarhoprimitivistički i pacifistički pokreti.

## Vanjske poveznice

### Sestrinski projekti
|  | Zajednički poslužitelj ima još gradiva o temi Izravna akcija |

### Mrežna sjedišta
- [neaktivna poveznica]
- DA! (Direct Action) Gallery. Direct Action in Londons Art scene.
- [neaktivna poveznica]
- ACTivist Magazine